# Cunduacán (kommun)
Cunduacán är en kommun i Mexiko.   Den ligger i delstaten Tabasco, i den sydöstra delen av landet, 600 km öster om huvudstaden Mexico City. Antalet invånare är 104 164. Arean är 624 kvadratkilometer.
Terrängen i Cunduacán är mycket platt.
Följande samhällen finns i Cunduacán:
- Cunduacán
- El Tular
- Cumuapa 1ra. Sección
- Morelos Piedra 3ra. Sección
- Ceiba 1ra. Sección
- Cúlico 2da. Sección
- Pechucalco 2da. Sección
- Río Seco 2da. Sección
- Pechucalco
- Felipe Carrillo Puerto
- Marín
- Marín (Rampa de Panuncio)
- Río Seco 1ra. Sección
- Anta
- San Eligio
- Río Seco 3ra. Sección
- El Palmar
- Huimango 3ra. Sección
- Huimango 1ra. Sección
- Yoloxóchitl 2da. Sección
- Adolfo Ruiz Cortines
- Ignacio Zaragoza
- Enrique González Pedrero
- Once de Febrero 2da. Sección
- Nicolás Bravo
- San Rafael
- Santa Lucía
- La Esmeralda
- Mario Barrueta García
- La Piedra 2da. Sección
- El Tunal
- Colima
- San Benito la Bolsa
- Once de Febrero
- Yoloxóchitl
- Nueva Esperanza
- Oscar Gómez Sáuz
- Alianza para la Producción
- Yoloxóchitl 1ra. Sección
- Los Cedros
- Alianza Periférico
- General Francisco J. Mújica
- Dieciséis de Septiembre
- El Progreso
- Miahuatlán
- Los Aguilares
- Miahuatlán
- Miahuatlán
- Domingo Amado Brito Salgado